# 拉丁裔美国人

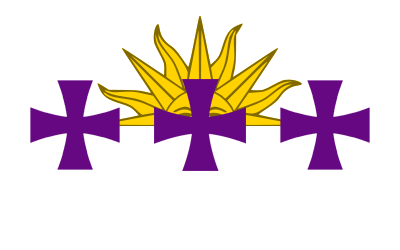
拉丁裔美國人文化遗产活动的旗誌

西班牙裔美国人（英語：Hispanic Americans）或稱拉丁裔美国人（英語：Latino Americans），又称拉美裔，指從拉丁美洲移居到美国的移民及族群，不少人以西班牙语為母語，以英語為第二語言。美国人称之人为“Hispanic”或“Latino”，实际上他们不少為歐裔白人，或祖先是與美洲原住民通婚而生的混血族群（麥士蒂索人）、並非指真正意義上的西班牙人，有時亦包括真正由西班牙移居到美国的移民及族群。
受惠於北美自由貿易協定，墨西哥的移民（包括非法移民）在1980年代至90年代大舉移民进入美国，超过非裔美國人成為第一大少数族群，美国越南战争纪念碑就是三个美国士兵的雕像，一个白人、一个黑人和一个拉美裔人。拉美裔人一般定居在美国西南方，鄰近美墨邊境，因此在美国的学校中，虽然传统的中学外语教学是学习法文，但在不少州分，中学外语教学都是学习西班牙文。

## 人口
| 年份   | 拉丁裔人口數目 | 變化率  |
| ------ | -------------- | ------- |
| 1980年 | 14,608,673     | ▲       |
| 1990年 | 22,354,059     | ▲ 53.0% |
| 2000年 | 35,305,818     | ▲ 57.9% |
| 2010年 | 50,477,594     | ▲ 43.0% |

### 來源地
| 來源地   | 人口       | 比例  |
| -------- | ---------- | ----- |
| 墨西哥   | 31,798,258 | 10.3% |
| 波多黎各 | 4,623,716  | 1.5%  |
| 古巴     | 1,785,547  | 0.6%  |
| 多明尼加 | 1,414,703  | 0.5%  |
| 薩爾瓦多 | 1,648,968  | 0.5%  |

## 分布
| 州                 | 拉丁裔比例 （2010年） |
| ------------------ | --------------------- |
| 阿拉巴馬州         | 3.9%                  |
| 阿拉斯加州         | 5.5%                  |
| 亞利桑那州         | 29.6%                 |
| 阿肯色州           | 6.4%                  |
| 加利福尼亞州       | 37.6%                 |
| 科羅拉多州         | 20.7%                 |
| 康乃狄克州         | 13.4%                 |
| 德拉瓦州           | 8.2%                  |
| 華盛頓哥倫比亞特區 | 9.1%                  |
| 佛羅里達州         | 22.5%                 |
| 喬治亞州           | 8.8%                  |
| 夏威夷州           | 8.9%                  |
| 愛達荷州           | 11.2%                 |
| 伊利諾伊州         | 15.8%                 |
| 印第安那州         | 6.0%                  |
| 愛荷華州           | 5.0%                  |
| 堪薩斯州           | 10.5%                 |
| 肯塔基州           | 3.1%                  |
| 路易斯安那州       | 4.2%                  |
| 緬因州             | 1.3%                  |
| 馬里蘭州           | 8.2%                  |
| 麻薩諸塞州         | 9.6%                  |
| 密西根州           | 4.4%                  |
| 明尼蘇達州         | 4.7%                  |
| 密西西比州         | 2.7%                  |
| 密蘇里州           | 3.5%                  |
| 蒙大拿州           | 2.9%                  |
| 內布拉斯加州       | 9.2%                  |
| 內華達州           | 26.5%                 |
| 新罕布夏州         | 2.8%                  |
| 紐澤西州           | 17.7%                 |
| 新墨西哥州         | 46.3%                 |
| 紐約州             | 17.6%                 |
| 北卡羅萊納州       | 8.4%                  |
| 北達科他州         | 2.0%                  |
| 俄亥俄州           | 3.1%                  |
| 俄克拉荷馬州       | 8.9%                  |
| 俄勒岡州           | 11.7%                 |
| 賓夕法尼亞州       | 5.7%                  |
| 羅德島州           | 12.4%                 |
| 南卡羅萊納州       | 5.1%                  |
| 南達科他州         | 2.7%                  |
| 田納西州           | 4.6%                  |
| 德克薩斯州         | 37.6%                 |
| 猶他州             | 13.0%                 |
| 佛蒙特州           | 1.5%                  |
| 維吉尼亞州         | 7.9%                  |
| 華盛頓州           | 11.2%                 |
| 西維吉尼亞州       | 1.2%                  |
| 威斯康辛州         | 5.9%                  |
| 懷俄明州           | 8.9%                  |

## 歷史
拉丁裔的產生，由大航海時代西班牙人征服美洲開始，大量西班牙裔白人征服者開始與當地原住民女子通婚，而生下被稱為梅斯蒂索人 (Mestizos）的混血拉丁族群，廣泛分布於南至阿根廷北至加利福尼亞的新西班牙，更成為了拉丁美洲的主體民族。
其後於1789年美國獨立開始，美國開始崛起並與北美洲內面積、實力唯一能與其匹敵的英屬北美加拿大及剛從西班牙帝國獨立的墨西哥爭雄。美國先是於1843年煽動居有大量英美裔族群的德克薩斯共和國獨立，再於1846年發動美墨戰爭，一舉吞併了墨西哥自加利福尼亞州至格蘭德河之間的土地（相當於現今美國的七個州份，包括加利福尼亞州、內華達州、亞利桑那州、科羅拉多州、新墨西哥州、奧克拉荷馬州、德克薩斯州）。原先在這大片土地上居住數以萬計的拉丁族群，除了有小部分因支持墨西哥政府、仇恨美國侵略而移居回墨西哥本土以外，大部分拉丁裔人繼續居留於美國境內，成為了現今美國拉丁裔族群的主體。
到二十世紀開始，移居美國的拉丁美洲人數目開始大幅增加，在1920年，人數已逾百萬。而到了1980年，更升至逾千萬。這批人口中以來自墨西哥的墨西哥人最多，佔拉丁裔美國人的六成。

## 宗教
大部分拉丁裔美國人信奉天主教，這與美國過去傳統上信奉新教有所不同。不少拉丁裔美國人信奉天主教，使天主教會在美國得以彌補近年日漸流失的本土信眾。但近年來也有大量拉丁裔在美國以新教為主的環境影響下改信新教。

## 政治
拉丁裔美國人的政治取向按居住地區有所不同，但移民取態十分影響拉丁裔美國人的政治取向。現時有投票權的拉丁裔美國人一般多數都支持民主黨。2012年美國總統選舉，73%的拉丁裔美國人選民支持民主黨的巴拉克·歐巴馬，共和黨的米特·羅姆尼只有27%。
根據2007年的民調，支持民主黨的有57%，支持共和黨的有23%。近年源自墨西哥的美國非法移民問題日益嚴重，拉丁裔美国人的權益亦日益受到關注，亦成為各黨派爭取選民的重要對象。2016年美國總統選舉，民主黨的希拉里·克林頓取得65%的支持，共和黨的唐納德·特朗普取得29%的支持。

## 代表人物
- 索尼娅·索托马约尔：美國最高法院大法官
- 艾力士·羅德里奎茲：棒球員
- 葛洛莉雅·伊斯特芬：歌手
- 何塞·費勒：演員
- 罗伯特·罗德里格兹：電影導演
- 亞提·莫雷諾：富商
- 卡洛斯·古鐵雷斯：前美國商務部長
- 喬治·P·布什：前佛羅里達州州長傑布·布什的長子，其母親是拉丁裔